# Hibiscus socotranus
Hibiscus socotranus é uma espécie de angiospérmica da família das Malvaceae.
Apenas pode ser encontrada no Iémen.
Os seus habitats naturais são: matagal árido tropical ou subtropical.